# Lijst van voetbalinterlands Chili - Sovjet-Unie
Deze lijst van voetbalinterlands is een overzicht van alle officiële voetbalwedstrijden tussen de nationale teams van Chili en de Sovjet-Unie. De landen speelden zes keer tegen elkaar. De eerste ontmoeting, een vriendschappelijke wedstrijd, werd gespeeld in Santiago (Chili) op 22 november 1961. Het laatste duel, een kwalificatiewedstrijd voor het Wereldkampioenschap voetbal 1974, zou worden gespeeld op 21 november 1973 in de Chileense hoofdstad. 
Op 11 september 1973 brak er een militaire staatsgreep uit in Chili onder leiding van generaal Augusto Pinochet. Het leger versloeg het marxistische maar democratisch gekozen bewind van Salvador Allende. Er volgde een schrikbewind, waarbij tegenstanders van het nieuwe bewind werden opgesloten in het Estadio Nacional en daar gemarteld en vermoord werden. Ondertussen moest het Chileens voetbalelftal kwalificatiewedstrijden spelen tegen de Sovjet-Unie. Vlak na de coup speelde Chili met 0-0 gelijk in Moskou. De Chileense voetbalbond besloot dat de return gewoon gespeeld kon worden in het Estadio Nacional, alsof er niks was gebeurd en de FIFA nam dat besluit over. Het militaire regime nodigde ook de buitenlandse pers in het stadion uit om te laten zien dat alles normaal was in het stadion, maar de Sovjets waren niet overtuigd. Zij kwamen niet en de FIFA diskwalificeerde de Sovjets en gaf ook een boete. Op de dag zelf konden de Chileense autoriteiten zich niet inhouden om een dubieus stuk propaganda op te voeren, Elf Chilenen trokken ten aanval tegen een onzichtbare tegenstander en na de 1-0 was dit macabere schouwspel afgelopen.

## Wedstrijden
| № | Plaats       | Datum             | Competitie           | Wedstrijd           | Uitslag |
| - | ------------ | ----------------- | -------------------- | ------------------- | ------- |
| 1 | Santiago     | 22 november 1961  | Vriendschappelijk    | Chili – Sovjet-Unie | 0 – 1   |
| 2 | Arica, Chili | 10 juni 1962      | WK 1962              | Chili – Sovjet-Unie | 2 – 1   |
| 3 | Santiago     | 23 februari 1966  | Vriendschappelijk    | Chili – Sovjet-Unie | 0 – 2   |
| 4 | Sunderland   | 20 juli 1966      | WK 1966              | Sovjet-Unie – Chili | 2 – 1   |
| 5 | Santiago     | 17 december 1967  | Vriendschappelijk    | Chili – Sovjet-Unie | 1 – 4   |
| 6 | Moskou       | 26 september 1973 | WK 1974 kwalificatie | Sovjet-Unie – Chili | 0 – 0   |
| 7 | Santiago     | 21 november 1973  | WK 1974 kwalificatie | Chili − Sovjet-Unie | 2 − 0   |

## Samenvatting
| Competitie        | Totaal gespeeld | Winst Chili | Gelijk | Winst Sovjet-Unie | Doelsaldo Chili – Sovjet-Unie |
| ----------------- | --------------- | ----------- | ------ | ----------------- | ----------------------------- |
| WK-eindronde      | 2               | 1           | 0      | 1                 | 3 − 3                         |
| WK-kwalificatie   | 2               | 1           | 1      | 0                 | 2 − 0                         |
| Vriendschappelijk | 3               | 0           | 0      | 3                 | 1 − 7                         |
| Totaal            | 7               | 2           | 1      | 4                 | 6 − 10                        |

Wedstrijden bepaald door strafschoppen worden, in lijn met de FIFA, als een gelijkspel gerekend.